# Dąbrowska Półbrygada Obrony Narodowej

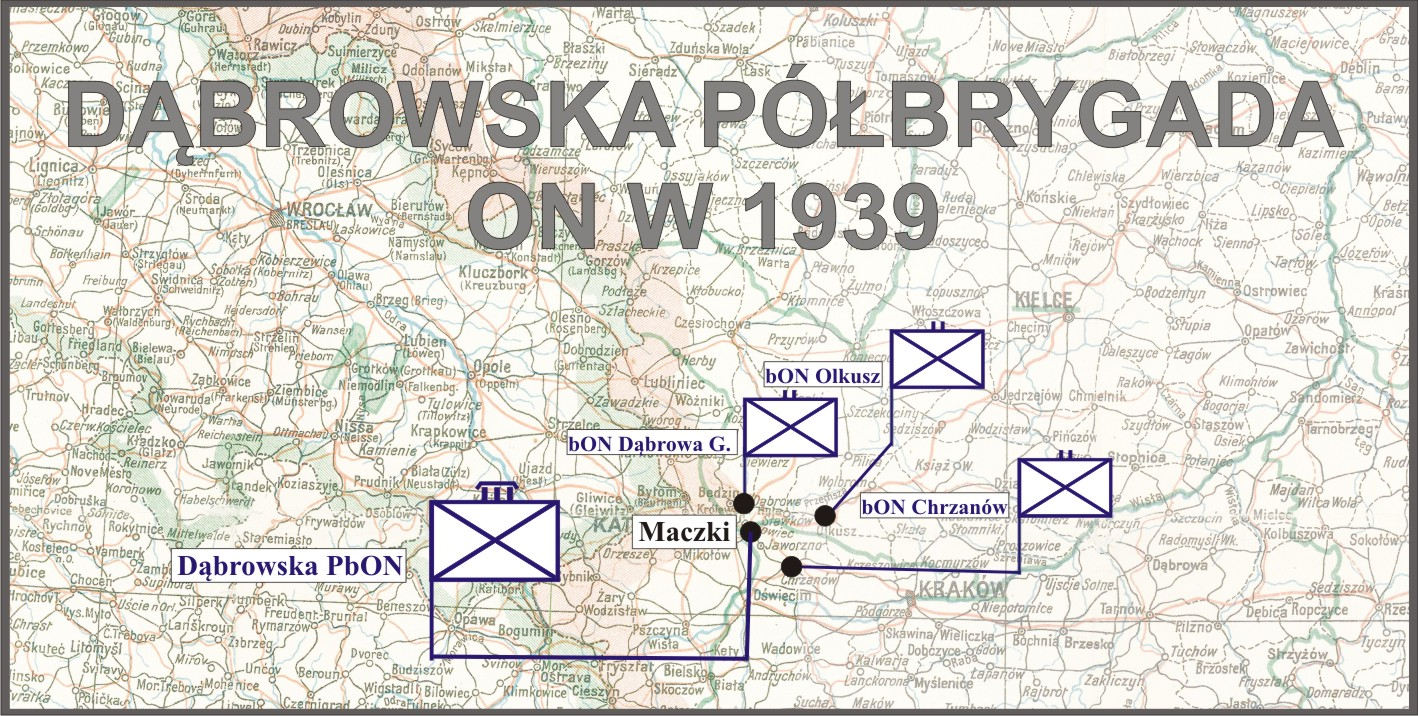
Dąbrowska Półbrygada ON

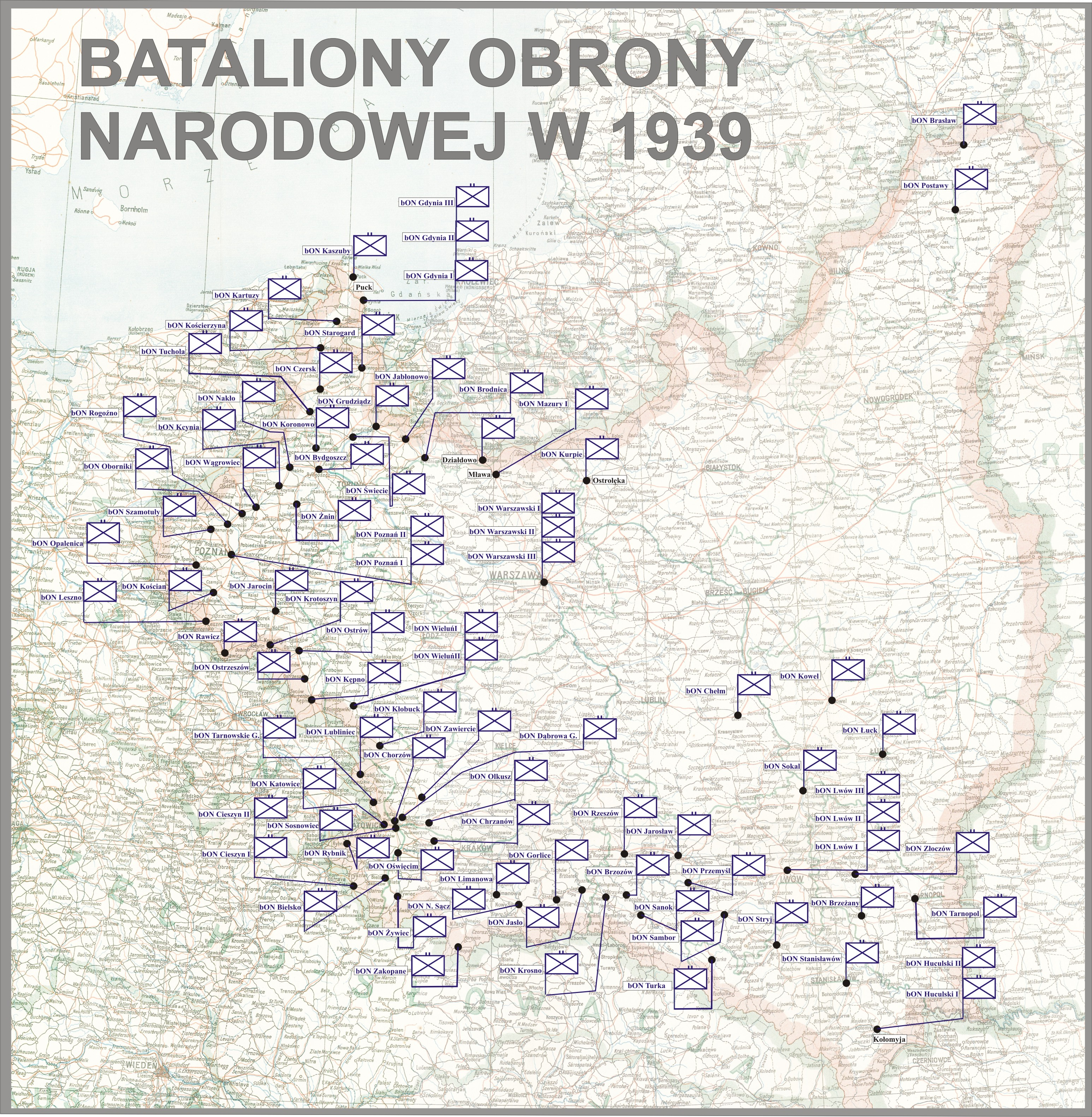
Obrona Narodowa w 1939

Dąbrowska Półbrygada Obrony Narodowej – półbrygada piechoty Wojska Polskiego II RP.
Latem 1939 roku ze składu 21 Dywizji Piechoty Górskiej wyłączony został 1 pułk Strzelców Podhalańskich i podporządkowany dowódcy 1 Brygady Górskiej Strzelców. Jego miejsce, w organizacji wojennej 21 DPG, zajął 202 rezerwowy pułk piechoty ze składu 55 Rezerwowej Dywizja Piechoty.
W celu uzupełnienia wojennego składu 55 DP (rez.) 2 sierpnia 1939 roku Biuro do Spraw Jednostek Obrony Narodowej MSWojsk. wydało rozkaz L.183/org. w sprawie sformowania, w terminie do 15 sierpnia 1939 roku, Dąbrowskiej Półbrygady ON. Nowo powstała jednostka podporządkowana została dowódcy Górnośląskiej Brygady Obrony Narodowej. Dowództwo półbrygady z kwatermistrzostwem i oddziałem łączności utworzone zostało w Maczkach, pluton przeciwpancerny w Strzemieszycach, natomiast trzy bataliony ON typu IV w Dąbrowie Górniczej, Chrzanowie i Olkuszu. Według niektórych autorów bataliony ON "Dąbrowa Górnicza" i "Olkusz" miano formować w/g etatu typ II, a batalion ON "Chrzanów" w/g etatu nr III. 7 VIII wyznaczono, dowódcę półbrygady, dwóch oficerów sztabu półbrygady i dowódców batalionów, pozostałych 16 oficerów zawodowych rekrutujących się z instytucji szkolnictwa wojskowego przydzielono 30 VIII 1939 r. z natychmiastowym terminem stawiennictwa. Z chwilą zarządzenia mobilizacji alarmowej półbrygada przeformowana została w 204 pułk piechoty, który wszedł w skład 55 DP.
Organizacja pokojowa i obsada personalna
- Dowództwo Dąbrowskiej Półbrygady ON → dtwo 204 pp (rez.)
  - dowódca - ppłk Wiktor Eichler
- Dąbrowski batalion ON - mjr Stanisław Tomaszewski → I/204 pp (rez.)
- Chrzanowski batalion ON - kpt. Tadeusz Stawicki → II/204 pp (rez.)
- Olkuski batalion ON - kpt. Leopold Schönfeld→ III/204 pp (rez.)
- pluton przeciwpancerny → kppanc 204 pp (rez.)
- oddział łączności → kł 204 pp (rez.)